# Joanna Onyszkiewicz
Joanna Maria Onyszkiewicz z domu Jaraczewska (ur. 10 maja 1950 w Londynie) – polska architektka; wnuczka Józefa Piłsudskiego, żona Janusza Onyszkiewicza.

## Życiorys
Urodziła się jako jedyna córka oraz pierwsze dziecko Jadwigi Piłsudskiej-Jaraczewskiej i Andrzeja Jaraczewskiego, oficera Marynarki Wojennej. Jej rodzice przebywali w Wielkiej Brytanii na politycznej emigracji.
Ukończyła studia architektoniczne na Wydziale Inżynierii i Wzornictwa Uniwersytetu Carleton. Jesienią 1979 osiedliła się na stałe w Polsce. W czerwcu 1981 r. uzyskała potwierdzenie polskiego obywatelstwa. Po wprowadzeniu stanu wojennego w Polsce oddała brytyjski paszport, aby uniknąć ewentualnej deportacji do Wielkiej Brytanii. W maju 1983 r. w więzieniu na Rakowieckiej wyszła za mąż za Janusza Onyszkiewicza, który odbywał wyrok za zorganizowanie obchodów rocznicy wybuchu powstania w getcie warszawskim. Od przyjazdu do kraju angażowała się w działalność „Solidarności”. Pisała do prasy podziemnej, w tym do „Tygodnika Wojennego” w latach 1982–1983. Jesienią 1990 r. do Polski powróciła z emigracji jej rodzina: rodzice – Jadwiga i Andrzej, ciotka Wanda Piłsudska oraz brat Krzysztof z żoną Jadwigą i synem Dominikiem. Joanna tak jak cała rodzina Piłsudskich angażuje się w działalność mającą na celu promowanie i zachowanie pamięci o Marszałku Piłsudskim. Udziela się w Instytucie Józefa Piłsudskiego Poświęconemu Badaniu Najnowszej Historii Polski oraz w Fundacji Rodziny Józefa Piłsudskiego, której była skarbnikiem. Bierze udział w uroczystościach poświęconych pamięci dziadka, np. przekazaniu willi Milusin dla Muzeum Józefa Piłsudskiego w Sulejówku. 21 kwietnia 2006 r. otworzyła Muzeum Legii Warszawa, której stadion powstał dzięki Józefowi Piłsudskiemu, należała też do Honorowego Komitetu Obchodów 90-lecia Legii.
Z małżeństwa z Januszem Onyszkiewiczem ma pięcioro dzieci: Witosławę, Danutę, Wandę, Stanisława i Andrzeja.